# Стойков, Даме
Даме (Дамян) Стойков (род. 11 июля 1966, Гоце-Делчев, Благоевградская область) — болгарский самбист и дзюдоист, бронзовый призёр чемпионата Европы по дзюдо 1988 года в абсолютной категории, серебряный призёр чемпионатов Европы по самбо 1986 и 1990 года, серебряный (1991) и бронзовый (1990) призёр чемпионатов мира по самбо, участник соревнований по дзюдо на летних Олимпийских играх 1992 года в Барселоне. По самбо выступал в тяжёлой весовой категории (свыше 100 кг).
На Олимпиаде в Барселоне болгарин победил бразильца Хосе Транквиллини, монгола Бадмаанямбуугийна Бат-Эрдэнэ, но затем уступил ставшему бронзовым призёром этой Олимпиады венгру Имре Чосу. В утешительной серии Стойков уступил американцу Дэймону Киву и занял итоговое 9-е место.